# 맨어
맨어 또는 맹크스어는 영국 왕실령인 맨섬에서 쓰이던 켈트어파 게일어군의 언어이다. 1974년 마지막 모어 화자 Ned Maddrell(1877-1974)이 사망하며 사멸했었으나, 학문적인 연구를 바탕으로 하여 맹크스를 제2언어로 사용하는 화자들이 있었고 이들의 자녀가 맹크스를 모국어로 사용하는 경우가 다시 생겨나기 시작하였다.

## 역사
켈트족은 기원전 8세기 무렵 남하해 갈리아 지방과 브리타니아 지방까지 진출했다. 그 중에서 아일랜드에 정착한 무리도 있었는데 이들은 게일어를 사용했다. 이 게일어로부터 여러 언어가 파생됐는데 아일랜드어, 스코틀랜드 게일어, 그리고 맨어였다.
1974년 맨섬에 거주하던 최후의 맨어 화자인 네드 매드럴이 세상을 떠났다. 그의 죽음과 함께 옛 맨어는 소멸됐다.

## 같이 보기
- 콘월어